# Militärvikar
Militärvikar (Vicarius Castrensis) war bis 1986 die Bezeichnung des für die katholische Militärseelsorge in einem Staat zuständigen Geistlichen.

## Geschichte
Bis zur Neuregelung der katholischen Militärseelsorge durch die Apostolische Konstitution Spirituali militum curae am 21. April 1986 lagen die vollen bischöflichen Rechte für die katholische Militärseelsorge beim Papst. Die für die Militärseelsorge verantwortlichen Bischöfe waren daher als "päpstliche Vikare" für diesen Bereich tätig. Mit der Apostolischen Konstitution Spirituali militum curae wurden die vollen bischöflichen Rechte an den Militärordinarius des jeweiligen Staates übertragen.

## Österreich
Nach Artikel VIII. § 1. des Konkordats zwischen dem "Heiligen Stuhle und der Republik Österreich" vom 5. Juni 1933 erfolgt die "kirchliche Bestellung des Militärvikars … durch den Heiligen Stuhl, nachdem dieser sich bei der Bundesregierung in vertraulicher Form unterrichtet hat, ob gegen die in Aussicht genommene Persönlichkeit allgemein politische Bedenken vorliegen."
Weiters ist in diesem Artikel bestimmt, dass der Militärvikar die bischöfliche Würde bekleide.